# Ertholmene

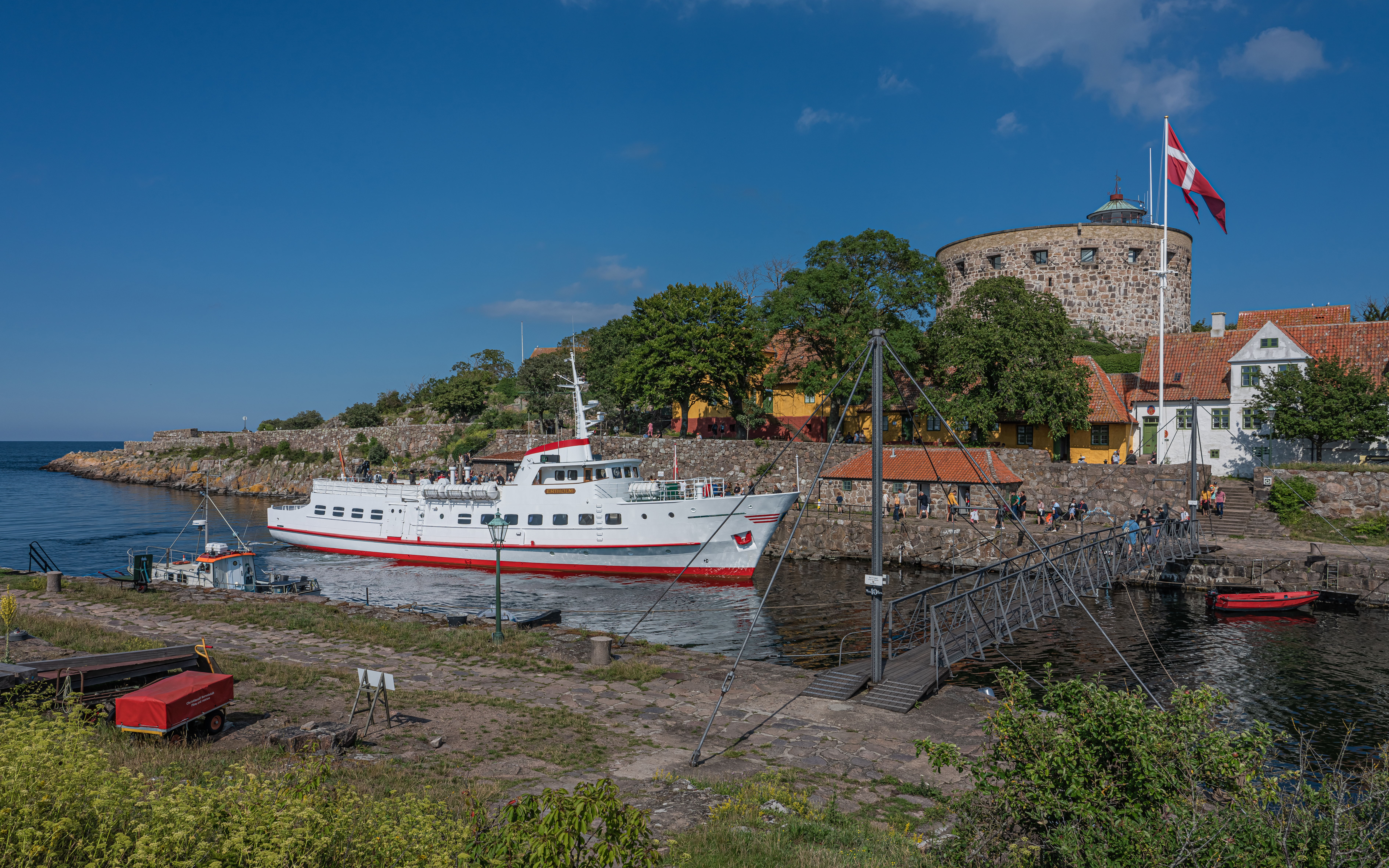
Fyr och hamnen på Christiansø

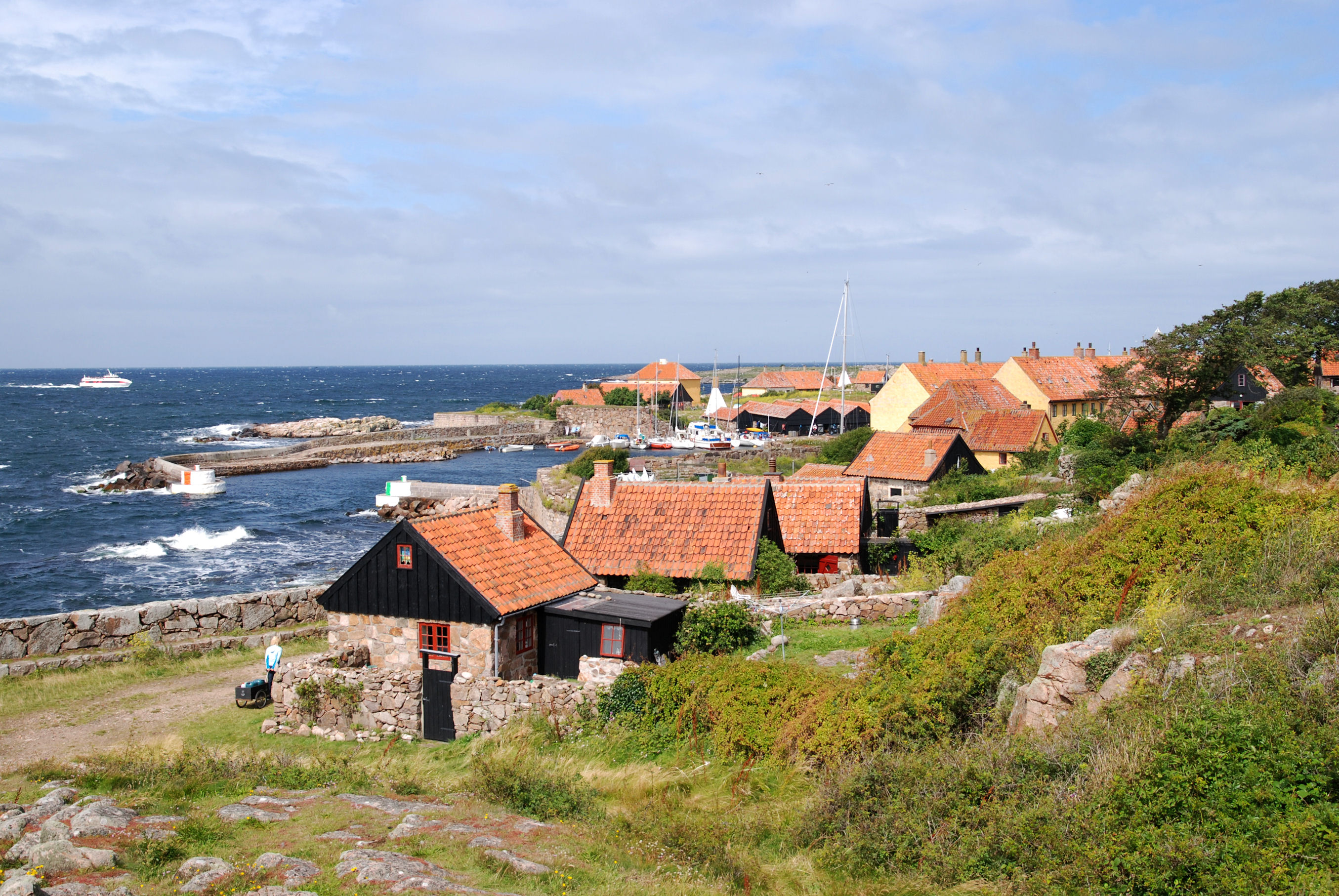
Christiansø 2007

Ertholmene (svenska: Ärtholmarna) är en dansk ögrupp som ligger ungefär 20 kilometer nordöst om Bornholm i Östersjön. Ögruppen består av två bebodda öar, Christiansø och Frederiksø, samt ett antal småöar och klippskär. De två huvudöarna sammankopplas av en trettio meter lång bro avsedd för fotgängare.
J.P.Trap,5.utg.,1955 anger arealen 39 hektar, varav enbart Christiansø är på 22,3 hektar.
De två bebodda öarna har tillsammans 90 invånare (1 januari 2019) och utgör ett kommunfritt område.
Danmarks östligaste punkt finns på Østerskær, cirka 300 meter öst om Christiansø.

## Historia
Det fanns ingen fast befolkning på Ertholmene förrän i slutet av 1600-talet. Fram till dess hette de idag bebodda öarna Kirkeholmen respektive Bodholmen.
1684 beslutade Kristian V att en fästning skulle byggas på öarna omkring den naturliga hamnen mellan Kirkeholmen och Bodholmen. Fästningen kom att heta "Christiansø" och därför bytte också Kirkeholmen namn till detta, och Bodholmen till Frederiksø efter Fredrik IV. Fästningen bestod av två torn, ett på varje ö, samt ett antal bastioner och ringmurar. Fästningens andra byggnader uppfördes omkring hamnen. Fästningen fungerade som militär anläggning fram till 1855.
Invånarantalet hade en topp vid folkräkningen 1810 med 829 invånare, då Danmark låg i krig med England och öarna användes som hamn för de danska kaparkaptener som opererade i Östersjön. Befolkningsantalet föll dock drastiskt efter det att fästningen lagts ned.
Efter fästningstiden har Ertholmene främst varit ett fiskeområde. Många av de gamla militära anläggningarna finns dock kvar och är idag kulturskyddade. Detta har också gjort att öarna har blivit ett turistmål, varje år besöks de av 60 000 - 80 000 turister.
För att undvika risken för en omfattande befolkningsflytt från öarna undantas befolkningen på Ertholmene från betalning av skatten sundhedsbidrag, vilken är ett slags statlig sjukvårdsskatt som infördes i samband med danska kommunreformen 2007. Detta sundhedsbidrag avskaffas helt från och med 1. januari 2019. Bidraget, som var 8%, när det infördes från 1 januari 2007, avtrappas till 7% från 1. januari 2012, 6% 2013, 5% 2014, 4% 2015, 3% 2016, 2% 2017, 1% 2018, 0% 2019.

## Öarna
Öarna och holmarna som utgör Ertholmene är
- Christiansø
- Frederiksø
- Græsholm
- Lilleø
- Høgebur
- Tat
- Tyveskær
- Vesterskær
- Østerskær